# Jurij Ivanovics Manyin
Jurij Ivanovics Manyin, oroszul: Юрий Иванович Манин; angolul: Yuri Ivanovitch Manin (Szimferopol, 1937. február 16. – 2023. január 7.) szovjet-orosz matematikus, a Bolyai János nemzetközi matematikai díj 2010. évi kitüntetettje.

## Életpályája
1960-ban doktorált a Sztyeklov Matematikai Intézetben. 1965 és 1992 között a moszkvai állami egyetemen dolgozott, 1993-tól a bonni Max-Planck-Institut für Mathematik kutatója.
Több tudományos akadémia tagja.

## Munkássága
Kutatási területei: algebrai geometria, számelmélet, matematikai logika, matematikai fizika, elméleti fizika. Elsőként írt 1980-ban a kvantumszámítógépről. 2010-ben megkapta a Bolyai János nemzetközi matematikai díjat.

## Díjai
- 1967 – Lenin-díj, az algebrai geometriában alkotott munkájáért
- 1987 – Brouwer Gold Medal in Number Theory (a Dutch Royal Society és a Mathematical Society kitüntetése)
- 1994 – Frederic Esser Nemmers Prize in Mathematics, Northwestern University
- 1999 – Rolf Schock Prize in Mathematics of the Swedish Royal Academy of Sciences
- 2002 – King Faisal International Prize for Mathematics (Szaúd-Arábia)
- 2002 – Georg Cantor Medal (German Mathematical Society)
- 2007-2008 – Order Pour le Mérite és Great Cross of Merit with Star (Germany)
- 2010 – Magyar Tudományos Akadémia Bolyai János nemzetközi matematikai díja